# L'home de la multitud
L'home de la multitud (The Man of the Crowd, en l'original en anglès) és un relat breu escrit per Edgar Allan Poe, en què un narrador sense nom persegueix per simple curiositat un altre home, durant dos dies seguits, a través d'un populós Londres. Es publicà per primera volta al 1840.

## Argument
El conte comença amb aquesta cita del moralista francès Jean de la Bruyère, presa de la seua obra Caràcters: «Quina gran desgràcia no poder estar sol!». La mateixa cita pot trobar-se en el primer relat de Poe, Metzengerstein.
Després de guarir-se d'una malaltia no definida, el narrador passa el temps en un café londinenc. Fascinat per la multitud que observa passar a través de la finestra, considera els distints tipus i personatges (nobles, escrivans, comerciants, advocats...), i l'aïllament a què estan sotmesos, malgrat viure apinyats a la gran ciutat. A hora foscant, el narrador es fixa en «un ancià decrèpit d'uns seixanta-cinc o setanta anys». Era «de poca alçada, flac i aparentment molt feble. Vestia robes tan brutes com esparracades». El narrador, ple de curiositat, decideix deixar el cafè i seguir aquest home. Aquest condueix el narrador per botigues i comerços, sense comprar mai res, fins a acabar en una zona molt pobra, per tornar una altra vegada al cor de la ciutat. La persecució es perllonga al llarg de tota la nit i tot l'endemà. En acabant, exhaust, el narrador s'enfronta cara a cara a l'estrany ancià, que, sense adonar-se d'haver estat seguit, passa de llarg. El narrador sospita, en veure'l perdre's de nou entre la multitud, que deu ser un terrible criminal, i l'anomena «l'home de la multitud».

## Anàlisi
D'acord amb el text del conte, la raó de l'obsessió del narrador amb l'ancià és l'«absoluta singularitat» en la seua expressió, però el motiu d'aquesta fascinació no queda del tot clar, tot i que d'alguna manera resta implícit que tots dos homes són les diferents cares de la mateixa persona, representant l'ancià una cara secreta del narrador, tot i que aquest mai és capaç de percebre-ho. L'ancià, també, podria estar vagant entre la multitud a la recerca d'un amic perdut, o potser per escapar al record d'un crim. La naturalesa maligna de l'home ve implícita per la daga que s'endevina sota la capa, i qualsevol que siga el crim que ha comés, el condemna a errar per la ciutat. Aquesta manca de claredat ha estat comparada amb la vaguetat de les motivacions de l'assassí en un altre relat de Poe, La bota d'amontillado. Així, Poe presenta la història com un enigma en què convida el lector a treure'n les pròpies conclusions.
En el començ de la història, el narrador inspecciona i categoritza la gent que va veient de manera semblant al Walt Whitman de certs passatges de Cant a mi mateix. Tot i que, per descomptat, el narrador de Poe està molt lluny de l'esperit de celebració que mou a Whitman.
L'escenari londinenc, l'única cosa descrita amb minuciositat en el relat, hi és important. Al 1840, Londres era la ciutat més gran del món, amb una població d'uns 750.000 habitants. Poe conegué la ciutat en el viatge a Anglaterra amb la seua família adoptiva, els Allan. En aquesta història i en altres, com Els crims del carrer Morgue (1841) i El misteri de Marie Rogêt (1843), Poe associa les ciutats modernes a l'augment del crim deshumanitzat. Julio Cortázar destaca, en aquest sentit, la seua gran habilitat tècnica, sobretot en la caracterització de la «multitud» urbana, que tant obsessionarà molts novel·listes del segle xx.

## Publicació
El relat es publicà simultàniament a desembre en les revistes Atkinson's Casket i Burton's Gentleman's Magazine. Més tard seria inclòs en la col·lecció de l'editorial Wily & Putnam's titulada Tales by Edgar A. Poe.